# مملكة سيكيم
مملكة سيكيم ( التبت الكلاسيكية و Sikkimese Drenjong)، تعرف في السابق باسم Dremoshong ( الكلاسيكية التبت و Sikkimese، الاسم الرسمي حتى القرن التاسع عشر)، كانت ملكية وراثية في الفترة من 1642 إلى 16 مايو 1975 في جبال الهيمالايا الشرقية. كان يحكمها Chogyals من سلالة نامغيال.

## التاريخ

### الهيمنة النيبالية
في منتصف القرن الثامن عشر، غزت نيبال سيكيم (ثم مملكة غورخا ) وكانت تحت حكم غورخا لأكثر من 40 عامًا. بين عامي 1775 و 1815، ما يقرب من 180,000 من العرق النيبالي هاجر من شرق ووسط نيبال إلى سيكيم. بعد الاستعمار البريطاني للهند، تحارب سيكيم مع الهند البريطانية حيث كان لديهم عدو مشترك - نيبال. هاجم النيباليون الغاضبون سيكيم للانتقام، واستولوا على معظم المنطقة بما في ذلك تيراي. دفع هذا شركة الهند الشرقية البريطانية إلى مهاجمة نيبال في عام 1814، مما أدى إلى الحرب الأنجلو-نيبالية. أسفرت معاهدة Sugauli بين بريطانيا ونيبال ومعاهدة Titalia بين سيكيم والهند البريطانية عن تنازلات إقليمية من جانب نيبال، والتي تنازلت عن سيكيم إلى الهند البريطانية.

### المحمية البريطانية والهندية
بموجب معاهدة 1861 من Tumlong Sikkim أصبحت محمية بريطانية، ثم محمية هندية في عام 1950.

## قائمة المخطوطات في سيكيم (1642-1975)
| No. | فتره حكم  | صورة | Chogyal (Lifespan)                 | أحداث |
| --- | --------- | ---- | ---------------------------------- | --- |
| 1   | 1642-1670 |      | فونتسوغ نامغيال (1604–1670)        | صعد العرش وتم تكريسه كأول Chogyal سيكيم. صنعت العاصمة في يوكسوم . |
| 2   | 1670-1700 |      | Tensung Namgyal (1644–1700)        | تحولت العاصمة إلى Rabdentse من Yuksom. |
| 3   | 1700-1717 |      | تشاكدور نامجيل (1686–1717)         | حاولت أخته غير الشقيقة بينديونغمو طرد تشاكدور، الذي فر إلى لاسا ، لكن أعيد ملكًا له بمساعدة التبتيين . |
| 4   | 1717-1733 |      | جيورميد نامغيال (1707–1733)        | سيكيم تعرض للهجوم من قبل النيباليين . |
| 5   | 1733-1780 |      | Phuntsog Namgyal II (1733–1780)    | داهم النيباليون رابنتسي، عاصمة سيكيم آنذاك. |
| 6   | 1780-1793 |      | التنزين نامغيال (1769–1793)        | هرب تشوجيال إلى التبت، وتوفي هناك في المنفى. |
| 7   | 1793-1863 |      | تسوغفود نامجيل (1785–1863)         | Chogyal أطول حكم سكيم. تحولت العاصمة من Rabdentse إلى Tumlong . تم توقيع معاهدة تيتاليا في عام 1817 بين سيكيم والهند البريطانية حيث تم تخصيص الأراضي المفقودة لصالح نيبال لسيكيم. تم منح دارجيلنغ الهند البريطانية في عام 1835. تم القبض على بريطانيين اثنين، الدكتور أرشيبالد كامبل والدكتور جوزيف دالتون هوكر من قبل سيكيمز في عام 1849. استمرت الأعمال العدائية بين الهند البريطانية وسيكيم وأدت إلى توقيع معاهدة، والتي تم التنازل عن دارجيلنغ فيها لصالح البريطانيين . |
| 8   | 1863-1874 |      | Sidkeong Namgyal (1819–1874)       | |
| 9   | 1874-1914 |      | تحوت نامغيال (1860–1914)           | تم تعيين جون كلود وايت كأول مسؤول سياسي في سيكيم في عام 1889. تحول رأس المال من توملونج إلى جانجتوك في عام 1894. |
| 10  | 1914      |      | Sidkeong Tulku Namgyal (1879–1914) | أقصر Chogyal حكم سيكيم، حكم من 10 فبراير - 5 ديسمبر 1914. توفي من قصور القلب ، البالغ من العمر 35 عامًا، في معظم الظروف المشبوهة. |
| 11  | 1914-1963 |      | تاشي نامغيال (1893–1963)           | تم توقيع معاهدة بين الهند و Sikkim في عام 1950 ، مما أعطى الهند سيادة على Sikkim. |
| 12  | 1963-1975 |      | بالدين ثوندوب نامغيال (1923–1982)  | آخر Chogyal من سيكيم. أصبحت البلاد دولة للهند، بعد استفتاء عام 1975. |